# Пржебендовский, Ян Ежи
Ян Ежи Пржебендовский (1 ноября 1638 — 24 февраля 1729) — государственный и военный деятель Речи Посполитой, каштелян хелминский (1693—1697), воевода мальборкский (1697—1703), генеральный староста великопольский, подскарбий великий коронный (1703—1729), староста мираховский, покшивнский, пуцкий и грабувский, полковник и сенатор. Кавалер ордена Белого орла.

## Биография
Происходил средней протестантской шляхетской семьи Пржебендовских герба «Куна» из Королевской Пруссии. Сын судьи земского леборкского Петра Пржебендовского (ок. 1620—1700) и Катаржины Кроковской. Учился в иезуитском коллегиуме в Старых Шкотах под Гданьском, где перешел в католицизм. Молодость провел при дворе польского короля Яна II Казимира Вазы. Поступил на военную службу, участвовал в битвах под Хотином и Ставищами, дослужился до звания полковника. Ое ездил с дипломатическими миссия в Саксонию, Бранденбург и Францию. Принимал активное участие в политической жизни Королевской Пруссии, начиная с 1668 года неоднократно избирался послом на сеймы. От Яна III Собеского в 1677 году получил староство мираховское. С 1690 года — один из ближайших сподвижников Яна III Собеского, о которого в 1693 году получил должность каштеляна хелминского.
Во время междуцарствия после смерти Яна Собеского (1696—1697) Ян Ежи Пржебендовский был последовательным сторонником королевича Якуба Собеского и французского принца Франсуа Луи де Конти. Позднее поддержал кандидатуру саксонского курфюрста Августа Сильного. Сотрудничал с саксонским посланником, полковником Якубом Генриком фон Флеммингом, с которым был тесно связан. Роль Яна Ежи Пржебендовского в избрании Августа Сильного была огромна: он стал главным советником и помощником нового монарха. По мнению значительной части современников Ян Ежи Пржебендовский был своих действиях бескомпромиссным и очень циничным. В 1697 года на элекционном сейме поддержал кандидатуру Августа Сильного на польский королевский трон.
Август Сильный, заняв польский престол, щедро наградил Яна Ежи Пржебендовского. В 1697 году он стал воеводой мальборкским, в 1703 году его назначили подскарбием великим коронным. В 1711 году Ян Ежи Пржебендовский получил титул графа Священной Римской империи. Отвечал в значительной степени за внутреннюю политику короля. Автор монетной (1703) и казначейской (1710) реформ.
В 1701 и 1704 годах — посланник в Берлине, выступал за заключению союза с прусским королём Фридрихом I Гогенцоллерном, однако последний не был заинтересован в союзе с Речью Посполитой. В 1706 году после поражения Августа Сильного Ян Ежи Пржебендовский не признал новым королём Речи Посполитой Станислава Лещинского и вынужден был уехать в эмиграцию. В 1709 году после поражения шведов под Полтавой вернулся в Польшу вместе с Августом Сильным. Участвовал в варшавской вальной раде, где призывал к проведению налоговой реформы. В 1713 году был включен в состав тайного саксонского кабинета при Августе Сильном. В 1727 году Ян Ежи Пржебендовский подписал торговое соглашение с императором Священной Римской империи о свободном товарном транзите через Силезию на Украину.
Был владельцем ряда имений в Восточной Пруссии и на территории Речи Посполитой. Входил в состав первой польской масонской ложи «Красное братство».
Оставил после себя несколько внебрачных детей, которые при поддержке короля получили дворянство.
Скончался в своём имении в Пшигодзице под Острув-Великопольским. Его похоронили в костёле с. Антония Падуанского на улице Сенаторской в Варшаве.
Был женат на Маргарите Елизавете фон Флемминг (1664—1728), дочери бранденбургского фельдмаршала Хайнса Генриха фон Флемминга (1632—1706) и двоюродной сестре кабинет-министра Саксонии Якоба Генриха фон Флемминга.